# Geschichte der Juden in Schweden

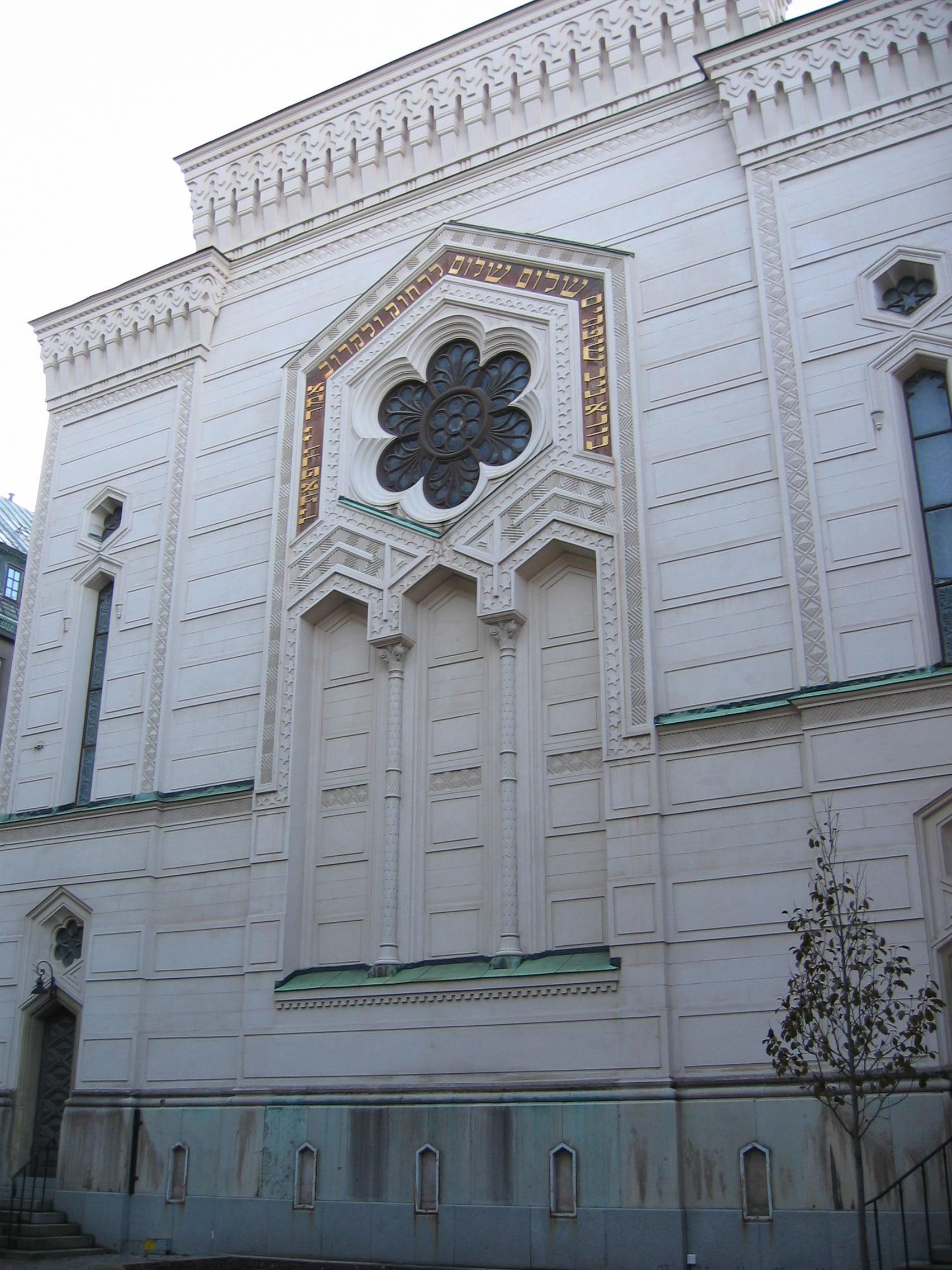
Die Große Synagoge Stockholm

Die Geschichte der Juden in Schweden begann in Nordeuropa vergleichsweise spät im 17. Jahrhundert. Die jüdische Emanzipation zog sich wie in anderen Staaten bis ins 20. Jahrhundert hin.

## 17./18. Jahrhundert
Die Geschichte begann im 17. Jahrhundert, als einige Taufen von Konvertiten im Dom von Stockholm registriert wurden. Der Hamburger Arzt portugiesischer Herkunft Benedictus de Castro behandelte 1645 Königin Christina von Schweden und begleitete sie nach Stockholm. Er war der erste namentlich bekannte Jude in Schweden. Eine Konversion zum lutherischen Glauben war die Bedingung für die Erlaubnis einer Ansiedlung. So wurden im Jahr 1681 28 Mitglieder der Familien Mandel und Moses Jakob in der deutschen Kirche Stockholm in Anwesenheit von König Karl XI. und der Königin Hedwig Eleonora getauft. Die Juden von Stockholm beantragten 1680 ihre dauerhafte Niederlassung, doch lehnte das örtliche Konsistorium dies ab. Der König bekräftigte das Niederlassungsverbot, um den „reinen evangelischen Glauben“ zu schützen.
Weil Karl XII. (1697–1718) sich lange im türkisch besetzten Bender aufhielt und dort Schulden aufnehmen musste, folgten ihm seine muslimischen und jüdischen Gläubiger bis nach Schweden. Ihnen wurden Gottesdienste und Beschneidung zugestanden. 1718 wurde die dauerhafte Ansiedlung ohne Konversion zugestanden. Auch nach dem Tod Karls XII. wurde diese Bestimmung 1727, 1746 und 1748 erneuert, weil der Staat weiterhin Kredite benötigte. Eine prominente gebürtige Jüdin dieser Zeit in Stockholm war die Opernsängerin Lovisa Augusti.
1774 zog der jüdische Steinschneider Aaron Isaak aus Bützow über Schwerin/Stralsund nach Stockholm und gründete dort die erste jüdische Gemeinde. Dazu erhielt er die Erlaubnis weitere Familienmitglieder und Juden aus Mecklenburg nach Schweden zu holen. Bald begann er den Bau einer Synagoge am Köpmantorget. (Nach einem Umzug steht sie seit 1870 an der Wahrendorfsgatan.) Als erster Rabbiner kam Levi Hirsch aus Alt Strelitz.
Aufgrund der Bemühung des Liberalen Anders Chydenius wurde 1782 ein Judenreglement erlassen, das die Ansiedlung in drei Städten ermöglichte: Stockholm, Göteborg und Norrköping. Dazu kam noch Karlskrona, weil dort ein Jude eine Fabrik für Seile und Marineuniformen gegründet hatte. Jeder Handel außerhalb der Städte war verboten, Bürgerrechte hatten Juden keine.
Die Regierung schwankte zwischen dem Wunsch, wohlhabende Juden ins Land zu locken, und dem Fernhalten von Hausierern, die aus Deutschland einzuwandern begannen. Jeder Jude, der ins Land kam, musste sich innerhalb von acht Tagen bei den Behörden mit seinen Dokumenten melden. Mindestens 2000 schwedische Taler wurden als Vermögen gefordert. Arme Juden wurden aus dem Land entfernt. Der Handel von Lebensmitteln, Likör und Drogen (Tabak) wurde verboten. Der erlaubte Handel beschränkte sich auf die drei Städte. In diesen wurde der Bau von Synagogen und die Anstellung von Rabbinern erlaubt. Weil Juden keinen Militärdienst leisteten, musste bei jeder Hochzeit eine Gebühr an das Waisenhaus der königlichen Garde gezahlt werden. Ein Rabbinergericht wurde für innerreligiöse Streitigkeiten geduldet.
Jakob Marcus (* 1749 in Schwaan) baute 1796 die erste Synagoge in Norrköping.

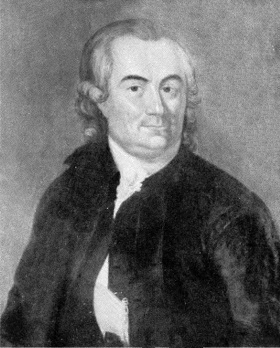
Aaron Isaak/Stockholm
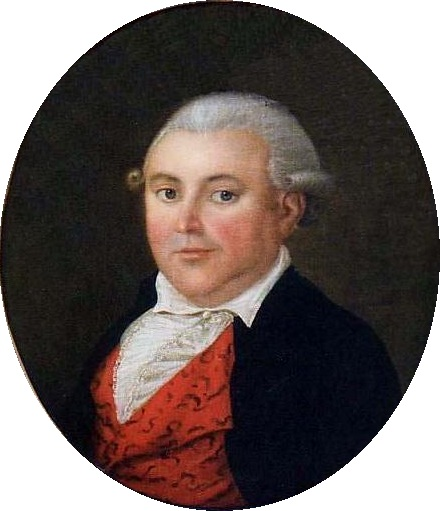
Jacob Marcus/Norrköping
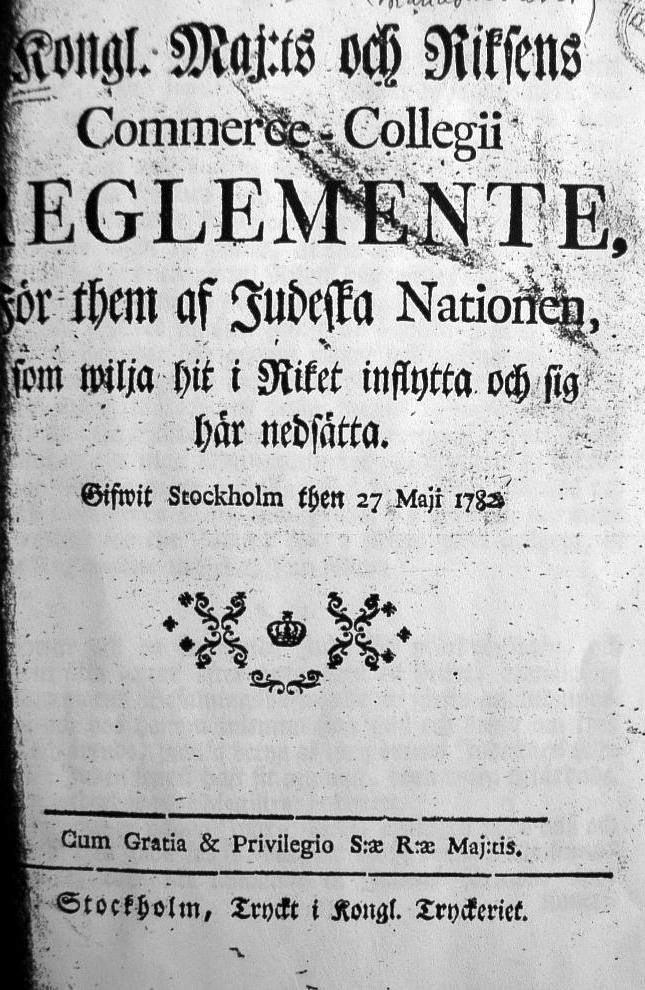
Judenreglement 1782
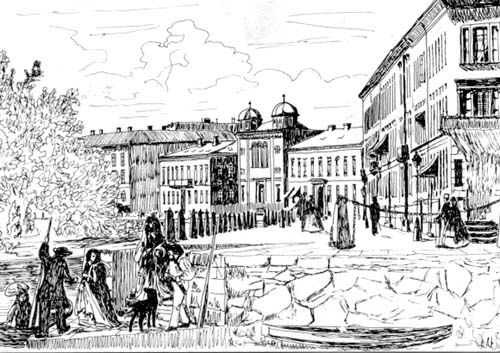
Lithographie (1860) der Synagoge von Göteborg
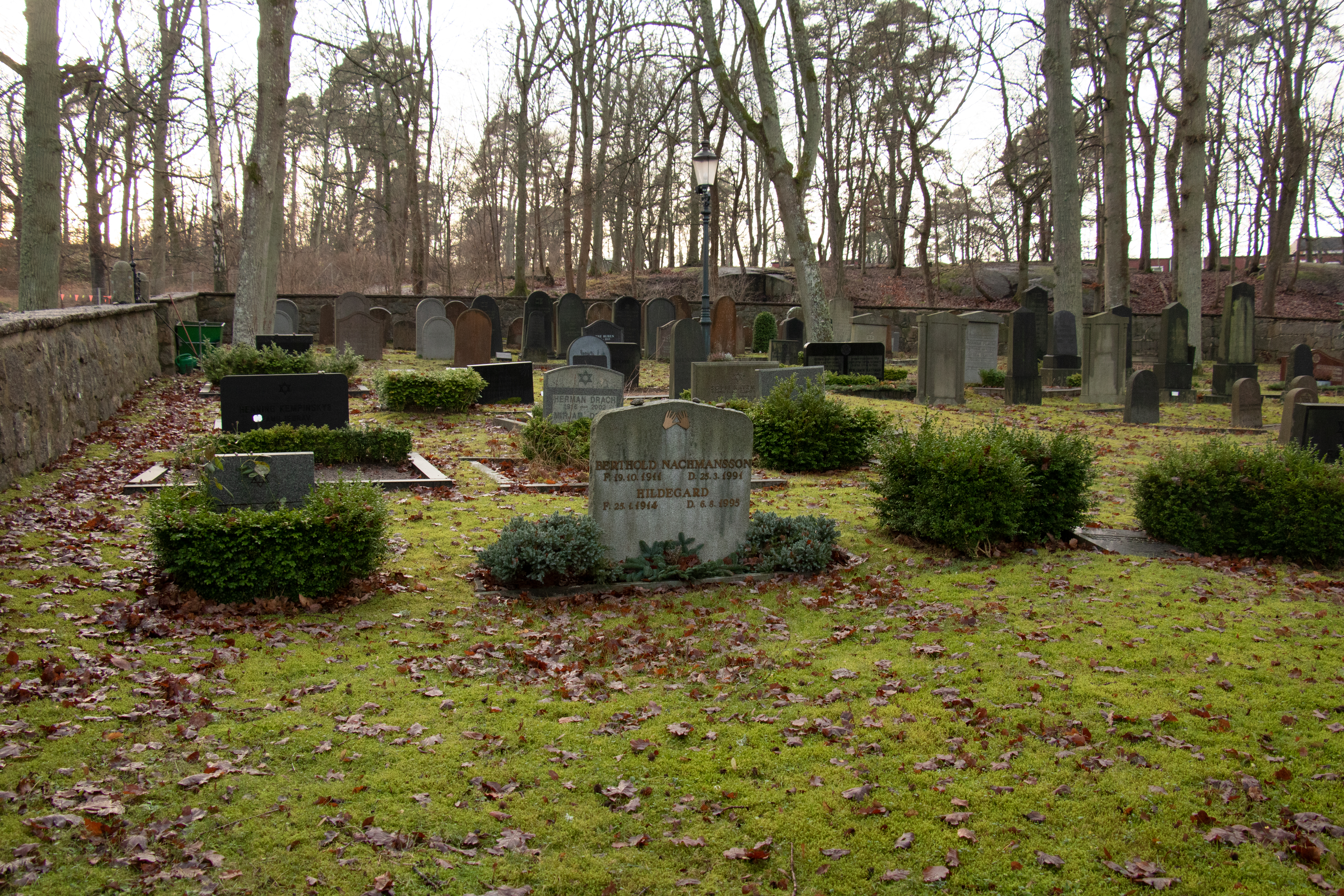
Friedhof in Karlskrona

## 19. Jahrhundert

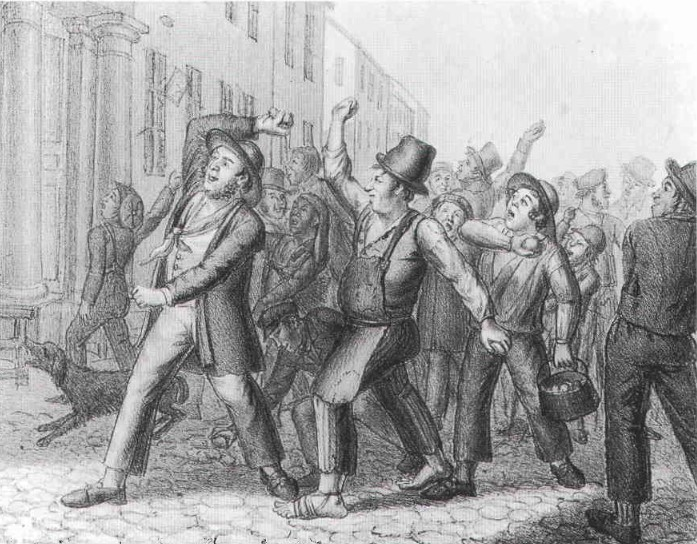
Antijudaistische Steinwürfe in Stockholm 1838

Zu den zentralen Forderungen der jüdischen Gemeinden wurde die bürgerliche Emanzipation wie in anderen europäischen Staaten. Seit dem Vertrag von Fredrikshamn 1809 wanderten aus Finnland Juden ein, die in russischer Tradition Jiddisch sprachen. In der Wirtschaftskrise 1815 (Jahr ohne Sommer) gab es stärkste antijüdische Anfeindungen in der „Judenfehde“ (judefejd) des Reichstages, als zwei Abgeordnete mit einer Denkschrift ein strengeres Reglement und Einwanderungsverbot forderten – am Ende ohne Erfolg. Als 1838 ein liberales Judengesetz (sie wurden nun Mosaiter genannt) vom König erlassen wurde, zwangen erneute Widerstände die Regierung zunächst zum Rückzug. 1841 sprach das Reichsgericht ein Urteil, das letztlich das Gesetz bestehen ließ. Die Öffentlichkeit trug die Debatte in vielen Schriften aus, in der Debatte verschoben sich die antijüdischen Begründungen inzwischen von der Religion auf die „Rasse“.
Langsam aber gewannen die Befürworter der Emanzipation die Oberhand. Amalia Assur (1803–1889) wurde 1853 die erste weibliche Zahnärztin in Schweden. Weitere Beschränkungen fielen weg: Juden durften seit 1860 Grundstücke in Landgemeinden kaufen, seit 1863 durften interreligiöse Ehen geschlossen werden. Das Richteramt und die Ministerämter blieben ihnen weiterhin verschlossen.
Im Jahr 1890 gab es in Schweden 3.402 Juden. Die vollständige Gleichstellung bewilligte der Reichstag 1910.

## 20. Jahrhundert
Seit 1850 wuchs die Zuwanderung von Juden aus Russland und Polen, sodass die jüdische Bevölkerung 1920 6.500 Personen erreichte. Ab 1920 wurde zur Abwehr die jüdische Immigration durch den Staat reguliert.

### Holocaust
In der Vorkriegszeit seit Hitlers Machtantritt (1933–1939) kamen etwa 3000 Juden nach Schweden. Im Zweiten Weltkrieg rettete Schweden Juden aus Norwegen und Dänemark, d. h. 900 Norweger und 8000 Dänen (Rettung der dänischen Juden). Der schwedische Diplomat Raoul Wallenberg, der selbst einige jüdische Vorfahren hatte, rettete ebenso Tausende ungarischer Juden durch das Ausstellen von Schutzpässen und die Aufnahme von Gebäuden mit jüdischen Bewohnern in die diplomatische Immunität. Vor 1942 war der schwedische Staat aber eher restriktiv in der Behandlung jüdischer Flüchtlinge. Kurz vor Kriegsende rettete das schwedische Rote Kreuz unter Vermittlung von Graf Folke Bernadotte etwa 15.000 KZ-Insassen durch Weiße Busse.
Die emigrierte deutsche Autorin Nelly Sachs beschrieb den Holocaust in ihrem Werk. Sie wurde Schwedin und erhielt den Literaturnobelpreis 1966.
Nach 1945 kamen weitere jüdische Flüchtlinge aus den baltischen Staaten, Rumänien und Polen. In Stockholm lebten allein 7000 Juden. Einer davon war der spätere US-amerikanische Karikaturist Art Spiegelman, ein Kind (* 1948) polnischer Flüchtlinge. Nach den Aufständen kamen 1956 noch mehr aus Ungarn und wiederum aus Polen nach 1968.

## 21. Jahrhundert
Obwohl es keine ethnische Erfassung in Schweden gibt, wird die jüdische Bevölkerung zurzeit auf etwa 25.000 Personen geschätzt, von denen ca. 7000 zu einer Gemeinde gehören. Es gibt fünf größere jüdische Gemeinden: Stockholm (etwa 4500 Mitglieder), Göteborg (etwa 1000 Mitglieder), Malmö (etwa 500 Mitglieder), Nordwest Schonen (etwa 100 Mitglieder) und Norrköping (nur formal unabhängig, sonst zu Stockholm). Synagogen gibt es in Stockholm (zwei orthodox und eine konservativ), Göteborg (eine orthodox, eine konservativ), Malmö (eine orthodox und eine egalitär), Helsingborg (orthodox), und in Norrköping (konservativ).

### Antisemitismus
Nach einigen Erhebungen war Schweden eines der am wenigsten antisemitischen Länder der Welt. Doch gibt es durch die Immigration einen zunehmenden rechtsradikalen (schwedische Neonazis) und noch stärker muslimischen Antisemitismus. Um 2010 wurde Malmö für antiisraelische Ausschreitungen aufgrund der israelischen Palästina-Politik bekannt.

## Einzelbelege
1. ↑  Gustav Linder (Astor Library, New York City): Artikel Sweden, in Jewish Encyclopedia, 1906
2. ↑  Michael Busch: Juden in Schweden 1685 bis 1838, Hannover 2020, p. 26-28, ISBN 978-3-86525-743-7
3. ↑  Artikel Sweden, in: Jewish Encyclopedia, 1906
4. ↑  Karin Kvist Geverts: Ett främmande element i nationen. Svensk flyktingpolitik och de judiska flyktingarna 1938–1944, Uppsala 2008. PDF-online
5. ↑  Sicherheit von Juden in Schweden. 17. Oktober 2023, abgerufen am 28. April 2024.
6. ↑  Judy Maltz: Poland, South Africa, Ukraine and Hungary top list of most anti-Semitic countries, says ADL survey. In: Haaretz. 21. November 2019 (haaretz.com [abgerufen am 28. April 2024]).
7. ↑  Antisemitismus: Das schwedische Malmö vertreibt seine Juden - WELT. 3. Oktober 2015, abgerufen am 28. April 2024.
8. ↑  https://www.thelocal.se/20150121/spotlight-on-hate-crimes-in-swedens-skne
9. ↑  Jens Mattern: Hass auf dem Schulhof. 15. Dezember 2021, abgerufen am 29. April 2024.
10. ↑  Judarnas historia i Sverige. Abgerufen am 28. April 2024 (schwedisch).